# 아가씨
아가씨는 젊은 여성을 일컫는 호칭이다. 친족어로서는 손아래 시누이를 일컫는 말이기도 하다.
아가씨의 어원은 아기씨이며, 이는 "높은 지위에 있는 사람의 딸"을 뜻하는 존대의 의미였다.

## 변질된 의미
오늘날 대한민국 사회에서 아가씨라는 표현은 존대의 의미가 배제되고, 사회적으로 폄하되는 직업에 종사하는 여성에 대한 호칭(술집 아가씨 등)으로 쓰이게 되었다. 이로 인하여 단어에 희롱하는 숨은 의미가 정착되면서 상황과 맥락에 따라 다른 사람에게 함부로 부를 경우 불쾌하고 무례한 표현으로 여겨진다.
2015년 육군 여단장 남성이 부하 여군을 성폭행한 사건에 대하여 새누리당 국회의원 송영근은 "그 하사 아가씨가 옆의 아가씨와는 이야기했어요."라고 말하며 여성 부사관을 모두 아가씨로 표현하였다. 이 사건으로 예비역 중령 피우진을 비롯한 예비역 여군들이 항의차 방문하는 등 논란이 되었으며, 송영근은 발언에 대한 책임으로 30일 출석정지 징계 의견을 받고 군 병영문화혁신 특위 위원직을 사퇴하였다.
조선일보 논설위원 김태익은 "일반 직장에서 여자 동료를 '아가씨'라고 부르는 것은 금기가 된 지 오래다."라고 말하였다.
서비스와 판매직 여성 종사자를 대상으로 한 조사에서는 아가씨 호칭에 대해 35.4%가 불쾌하게 느꼈다. 매일경제신문은 2010년에 대부분의 아가씨들은 남성이 낯선 여성을 아가씨로 부르는 것을 불쾌해한다고 보도하였다. 국립국어원은 과거에 손님이 직원에게 나이나 성별을 기반으로 한 호칭(아가씨, 총각, 젊은이 등)을 사용하는 것이 나이 차이나 손님으로서 갖게 되는 사회적 힘의 차이를 드러내려는 의도로 보일 수 있다고 지적하며, 사회적 관계를 드러내지 않는 표현(여기요, 저기요)이 보편적으로 사용되고 있는 추세임을 설명하였다.
국립국어원 공공언어과 김미현은 아가씨의 사전적 의미에는 부정적인 의미가 전혀 없으므로 기분 나쁘게 하려는 의도로 부르는 것이 아니면 충분히 사용할 수 있으나, 호칭 자체가 상호 간의 합의가 이뤄져야 하는 부분인 만큼 단언하기 어려운 문제라고 말하며, "언어는 계속 바뀌어 간다. '아가씨'라는 단어 또한 수십 년 후에 부정적인 인식이 더 강해진다면 그렇게 정착될 수 있다”며 ”현재는 과도기적인 상황이라고 볼 수 있다"고 하였다.
친족어로서 아가씨 호칭의 사용에 대해서도 논란이 존재한다. 2018년 국립국어원이 진행한 일상 속 호칭 개선 방안 설문조사에서는 여성 응답자의 93.6%, 남성 응답자의 56.8%가 '도련님, 서방님, 아가씨'라는 호칭을 바꿔야 한다고 답하였다.

## 같이 보기
- 아줌마
- 아저씨